# NGC 6027
NGC 6027は、へび座の方角にあるレンズ状銀河である。小さな銀河団であるセイファートの六つ子銀河の中で最も明るい。エドゥアール・ステファンが1882年に発見した。